# Рёдельзе
Рёдельзе (нем. Rödelsee) — община в Германии, в земле Бавария. 
Подчиняется административному округу Нижняя Франкония. Входит в состав района Китцинген. Подчиняется административному сообществу Ипхофен.  Население составляет 1699 человек (на 31 декабря 2010 года). Занимает площадь 11,49 км². Региональный шифр  —  '09 675 161.

## Население
По оценке на 31 декабря 2015 года население общины Рёдельзе составляет 1738 чел. 

| Дата      | 1840 | 1871 | 1900 | 1925 | 1939 | 1950 | 1961 | 1970 | 1987 | 2011 |
| --------- | ---- | ---- | ---- | ---- | ---- | ---- | ---- | ---- | ---- | ---- |
| Население | 1207 | 1122 | 1016 | 958  | 983  | 1416 | 1228 | 1380 | 1323 | 1708 |

| Год       | 1960 | 1970 | 1980 | 1990 | 2000 | 2009 | 2010 | 2011 | 2012 | 2013 | 2014 | 2015 |
| --------- | ---- | ---- | ---- | ---- | ---- | ---- | ---- | ---- | ---- | ---- | ---- | ---- |
| Население | 1262 | 1360 | 1428 | 1397 | 1538 | 1710 | 1699 | 1696 | 1703 | 1707 | 1722 | 1738 |